# Bartholomäus van Opstal

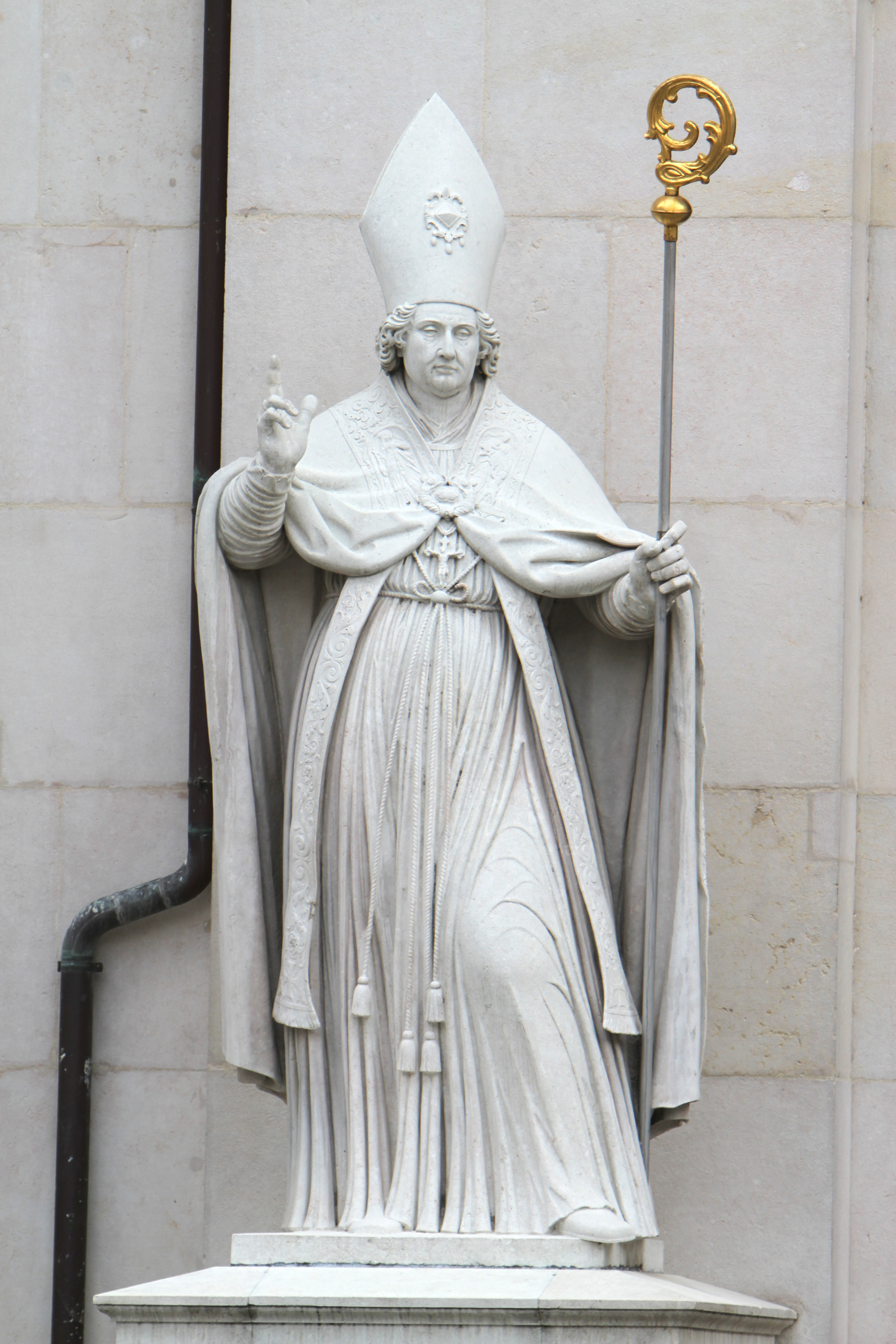
Rupert von Salzburg, Salzburger Dom

Bartholomäus van Opstal oder Bartholomeus van Opstal (* um 1631 in Antwerpen; † 7. März 1694 in Salzburg) war ein flämischer Bildhauer aus Antwerpen, der in Österreich tätig war, wo er hauptsächlich religiöse Werke im Barockstil schuf.

## Leben
Bartholomäus van Opstal stammte laut Eintrag im Trauungsbuch „Bartholomäus de Obsthal Antuerpensis“ ursprünglich aus Antwerpen. Möglicherweise war er mit dem flämischen Bildhauer Gerard van Opstal verwandt. Im Gildejahr 1641–42 wurde er als Schüler von Ambrosius Gast (I) in die Antwerpener Sankt-Lukas-Gilde, die Zunft für Kunsthandwerker und Künstler, aufgenommen.
Am 23. Mai 1661 übermittelt Bartholomäus van Opstal als Bildhauer von Rom aus an Johann Georg von Leoprechting, Dechant von Berchtesgaden einen Vorschlag für die Ausführung des Hochaltars der Stiftskirche Berchtesgaden. 1663 wurde er zu dessen Errichtung aus Rom berufen und ließ sich dann in Salzburg nieder. Am 2. Mai 1667 ehelichte er im Salzburger Dom Sibylle Eberlin. Mit ihr hatte er acht Kinder: Maria Sybilla (geb. 1. Februar 1671); Anna Rosina (geb. 2. Februar 1671); Catharina Cordula (geb. 10. April 1673); Franz Ferdinand (geb. 8. September 1674); Alexander Joseph (geb. 29. Februar 1676); Matthias Joseph (geb. 15. Februar 1677); Anton Bartholomäus (geb. 8. Mai 1679); Anna Elisabeth [Obstaller] (geb. 27. März 1682).

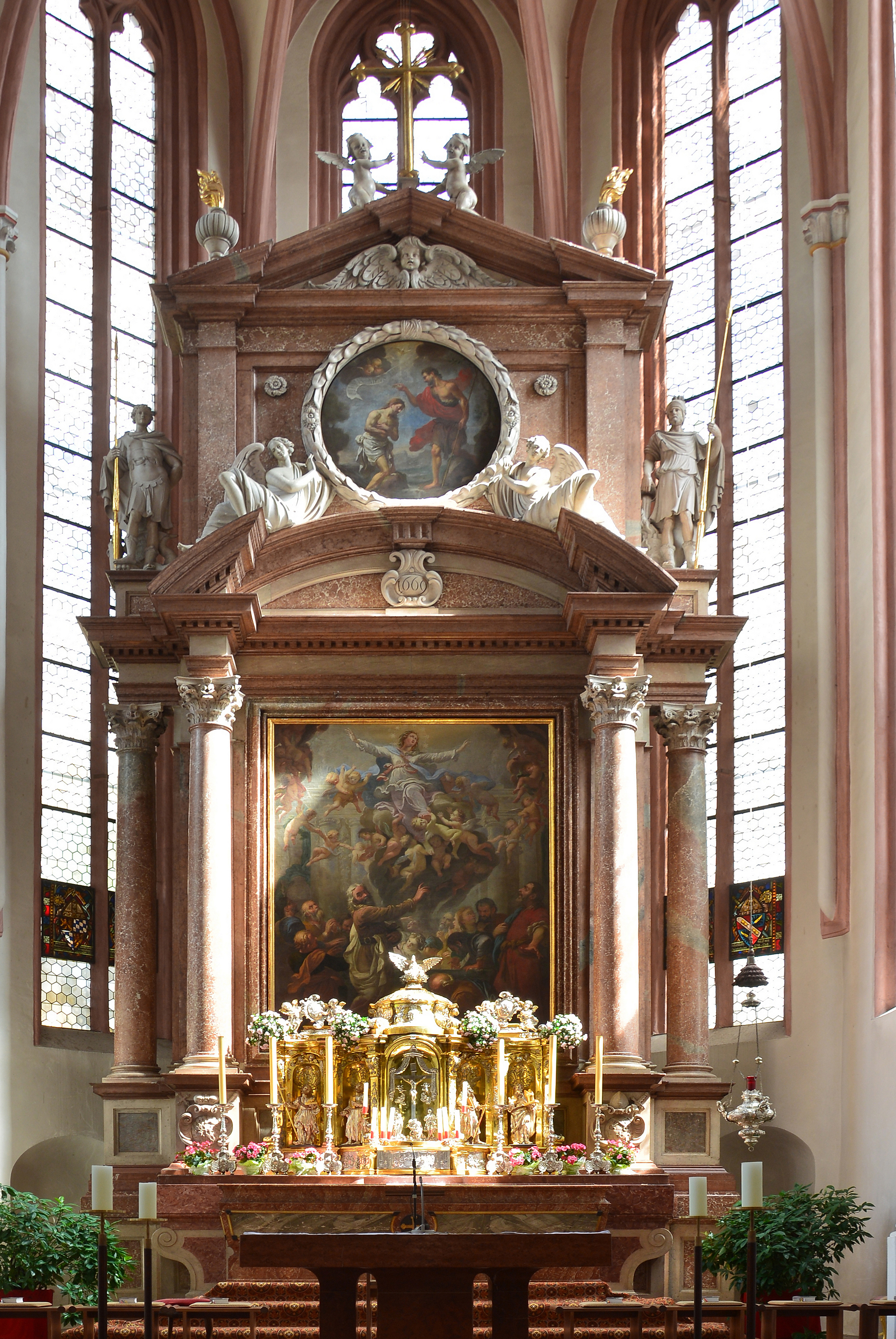
Hochaltar, Stiftskirche Berchtesgaden

In Salzburg erlangte er Titel und Rang eines hochfürstlichen Kammerdieners. Er schuf zahlreiche Skulpturen in der Stadt Salzburg. Zwei seiner wichtigsten Werke in Salzburg, die beiden Figuren des Bischofs Rupert und Bischofs Virgil vor dem Salzburger Dom, werden in der Literatur überwiegend mit  dem Jahr 1660 datiert. Diese Datierung ist allerdings auf die Zeit nach seiner Ankunft in Salzburg, und daher frühestens mit 1663 hin zu ändern. Weiters wird er als Baumeister vom Kloster Allerheiligen in Tittmoning genannt. Er starb am 7. März 1694 63-jährig in Salzburg und wurde im Friedhof von St. Peter begraben.

## Werke
- um 1660 die zwei äußeren überlebensgroßen Heiligen Rupert von Salzburg und Virgil von Salzburg auf hohen Sockeln mit dem Wappen des Stifters Fürsterzbischof Guidobald von Thun und Hohenstein vor dem Hauptportal des Salzburger Domes
- 1667 die mittige Figur der Hl. Erentrudis von Salzburg des Brunnens im Küchenhof der Abtei Nonnberg auf einem Sockel mit dem Wappen des Stifters Fürsterzbischof Guidobald von Thun und Hohenstein
- 1669 Hochaltar in der Stiftskirche Berchtesgaden[14] im Auftrag des Wittelsbacher Administrators Maximilian Heinrich von Bayern. Der Altar ähnelt dem des Salzburger Doms
- 1670/1673 Figur des Hl. Petrus auf der Brunnensäule im ersten Hof vom Stift St. Peter, der Brunnen hat eine Inschrift mit Wappen vom Erzbischof Max Gandolf von Kuenburg
- 1674 Inschrifttafel zum 1673 verstorbenen Abt Amandus Pachler in der Stiftskirche St. Peter
- 1682 Neubau vom Kloster Allerheiligen in Tittmoning, gestiftet vom Erzbischof Max Gandolf von Kuenburg
- 1689 Statuen antiker Gottheiten auf den Balustraden auf hohen Postamenten im Mirabellgarten vom Schloss Mirabell